# Корнвил сир Рил
Корнвил сир Рил (фр. Corneville-sur-Risle) насеље је и општина у северној Француској у региону Горња Нормандија, у департману Ер која припада префектури Берне.
По подацима из 2011. године у општини је живело 1285 становника, а густина насељености је износила 97,13 становника/km². Општина се простире на површини од 13,23 km². Налази се на средњој надморској висини од 21 метар (максималној 131 m, а минималној 12 m).

## Демографија
| 1962. | 1968. | 1975. | 1982. | 1990. | 1999. | 2011. |
| ----- | ----- | ----- | ----- | ----- | ----- | ----- |
| 816   | 876   | 959   | 1.066 | 1.163 | 1.170 | 1.285 |

График промене броја становника у току последњих година